# Mia Meijer
Mia Meijer (1944-1993) was een Nederlands scenarioschrijfster. Ze schreef onder anderen voor toneelstukken, televisiespelen en films. Mia Meijer was als dramaturge verbonden aan Toneelgroep Amsterdam. Meijer overleed op 48-jarige leeftijd na een slopende ziekte.
Meijer studeerde Nederlands in Amsterdam.
Ze schreef en regisseerde onder anderen Het Machinekind (1988), een 50 min durende korte film.

## Theater
- 11 maart 1977, Auteur Schreber
- 22 augustus 1979, Auteur Tasso in Weimar
- 29 mei 1980, Auteur George Sand
- 1 april 1987, Auteur Lava
- 11 januari 1990, Auteur Gespierde lucht
- 21 Mei 1992, Auteur Geworpenen of pratend zwijgen, de weemoed van ooit een personage
- 1 maart 1993, Auteur Een stoel hoort niet in zee
- 23 mei 1980, Dramaturgie Zusters
- 23 mei 1980, Dramaturgie Ik praat daar graag een beetje over
- 4 oktober 1980, Dramaturgie Chinchilla
- 6 maart 1992, Dramaturgie Rosencrantz & Guildenstern zijn dood
- 25 augustus 1987, Dramaturgie Boom uit de tropen
- 14 november 1984, Dramaturgie De spuuwberg[1]

- Digitale Bibliotheek voor de Nederlandse Letteren: meij018
- Virtual International Authority File: 240425947